# فرانك س. نيومان
فرانك س. نيومان (بالإنجليزية: Frank C. Newman) هو قاضي ومحامي أمريكي، ولد في 17 يوليو 1917 في يوريكا في الولايات المتحدة، وتوفي في 18 فبراير 1996 في أوكلاند في الولايات المتحدة.